# Ауксотрофи
Ауксотрофи — організми, нездатні синтезувати певну органічну сполуку, потрібну для росту цього організму. Ауксотрофія — така характеристика подібних організмів, цей термін — протилежність прототрофії.
У генетиці, штам називається ауксотрофним, якщо він несе мутацію, яка робить його нездатним до синтезу однієї або кількох істотних сполук. Наприклад, мутант дріжджів, в якому інактивований ген на шляху синтезу урацилу — урациловий ауксотроф. Такий штам не в змозі синтезувати урацил і може рости тільки якщо урацил буде доданий до оточення. Це протилежність урациловому прототрофу, або, в цьому випадку, дикому типу штаму, який може рости у відсутності урацилу. Ауксотрофія часто використовується в генетичних маркерах (див. молекулярна генетика).
Дослідники використовували ауксотрофний штам E. coli, для введення штучних аналогів амінокислот всередину білків. Наприклад, клітини ауксотрофного фенілаланінового зразка можуть бути вирощеними на середовищі з його аналогом, наприклад, пара-фзідо-фенілаланіном. Аміноацил-тРНК-синтетаза розпізнає аналог і каталізує його скріплення з тРНК, який згодом переміщає амінокислоту (не природну в цьому випадку) в поліпептидний ланцюжок, що росте протягом трансляції білка.
Важливо пам'ятати, що багато живих істот, зокрема людина, — ауксотрофи для великого класу сполук, потрібних для росту, і повинні отримувати ці сполуки через дієту. Див. незамінні амінокислоти.